# Reductio ad Hitlerum

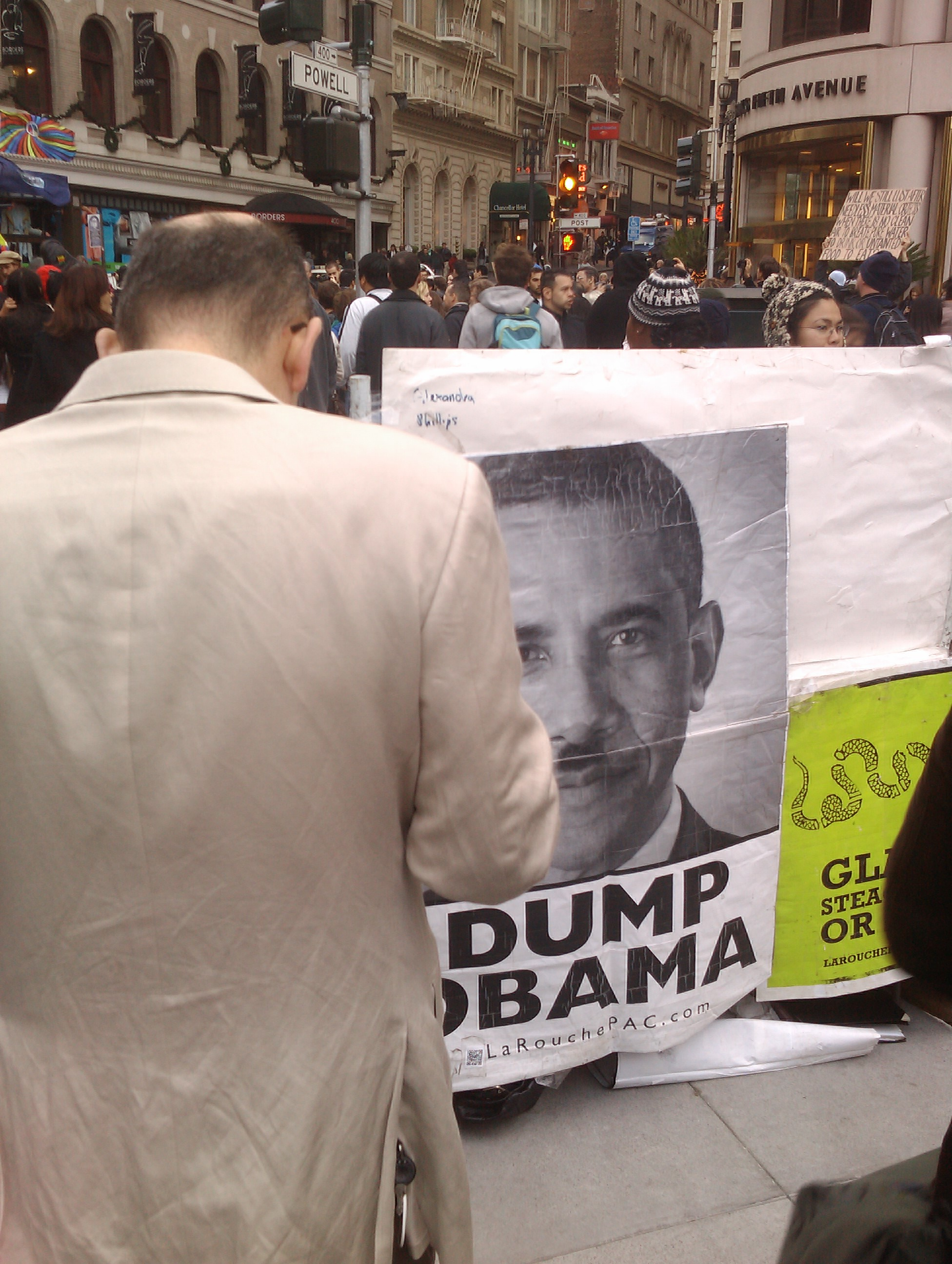
Affiche électorale anti-Obama, représentant ce dernier en Hitler.

Reductio ad Hitlerum est une expression ironique ou sarcastique due au philosophe Leo Strauss qui l'utilise pour la première fois en 1951 et désignant, sous forme de locution latine, le procédé rhétorique consistant à disqualifier les arguments d'un adversaire en les associant à Adolf Hitler.

## Description
La reductio ad Hitlerum consisterait par exemple, à rejeter les campagnes anti-tabac du fait que Hitler les soutenait en son temps, ou à critiquer le végétarisme parce qu'Hitler aurait été végétarien.
Cette tactique rhétorique a pour objet d'exclure l'adversaire du champ polémique tout en évitant le débat de fond. Avec d'autres techniques rhétoriques, comme l'argumentation ad personam, la reductio ad Hitlerum apparaît généralement à bout de discussion, lorsque les adversaires ont épuisé toutes les preuves et tous les arguments rationnels pour se convaincre mutuellement.
L'expression apparait pour la première fois en 1951 dans un article du philosophe Leo Strauss pour la revue Measure: a critical journal, avant d'être reprise et popularisée en 1953 dans son livre Natural Right and History. Elle est réutilisée plus tard par le philosophe spécialiste de la Shoah George Steiner.
Elle est construite comme un jeu de mots sur l’expression latine reductio ad absurdum.
Elle trouve son prolongement sur Usenet et Internet avec la « Loi de Godwin », qui énonce que « plus une discussion en ligne dure, plus la probabilité d'y trouver une comparaison avec les nazis ou avec Hitler s'approche de 1 ». Cette théorie donne lieu en 2014 à une étude de François De Smet qui interroge, au prisme de la philosophie, la limite de la liberté d'expression sur Internet et « l'incapacité contemporaine à admettre le mal »,.